# (10666) Feldberg
(10666) Feldberg – planetoida z pasa głównego asteroid okrążająca Słońce w ciągu 3 lat i 114 dni w średniej odległości 2,22 j.a. Została odkryta 16 października 1977 roku przez Cornelisa van Houtena i Ingrid van Houten-Groeneveld na płytach fotograficznych wykonanych przez Toma Gehrelsa w Obserwatorium Palomar. Przed nadaniem nazwy planetoida nosiła oznaczenie tymczasowe (10666) 4171 T-3.